# Laugerie-Basse
Laugerie-Basse es un yacimiento arqueológico de época paleolítica situado en el municipio de Les Eyzies-de-Tayac-Sireuil en el departamento de la Dordoña, al suroeste de Francia. Fue declarado Patrimonio de la Humanidad por la Unesco en el año 1979, formando parte del lugar «Sitios prehistóricos y grutas decoradas del valle del Vézère» con el código 85-006.

## Descripción
Se trata de un abrigo rocoso, más que una cueva, sobre la ribera derecha del río Vézère. Tiene alrededor de quince metros de profundidad y alrededor de cincuenta de largo. El lugar no se ha excavado en su totalidad. Consta en realidad de dos abrigos: el abrigo clásico y el abrigo del Marseilles (abri des Marseilles). Las excavaciones llevadas a cabo durante los años 1860 por Édouard Lartet no registraron con precisión la estratigrafía del lugar. La estratigrafía no se estableció hasta aproximadamente la Primera Guerra Mundial: se distinguen cuatro fases magdalenienses, de III a VI, durante el Würm IV. Entre los aproximadamente 600 objetos encontrados en Laugerie-Basse, destacan varias obras magdalenienses conocidos, entre otros una estatuilla de mujer de cabeza rota llamada «Venus impúdica» (Vénus impudique) descubierta por el marqués de Vibraye hacia 1864 así como una placa llamada «Mujer al reno» (Femme au renne). 